# Mairbek Taisumov
Mairbek Makhayevich Taisumov (Grozny, 8 de agosto de 1988) é um lutador russo de artes marciais mistas, que atualmente compete no peso-leve do Ultimate Fighting Championship.

## Background
Mairbek Taisumov nasceu em 8 de agosto de 1988, em Grozny, capital da Chechênia na Rússia. Ele é étnico checheno. Taisumov luta por Viena, Áustria e treina na Tiger Muay Thai em Phuket, Tailândia. Taisumov começou sua carreira no esporte como jogador de futebol. No entanto, ele logo percebeu que a luta era sua verdadeira paixão e resolveu se dedicar completamente às artes marciais. Taisumov fez sua estréia no MMA profissional em 2007.

## Carreira no MMA

### M-1 Global
Taisumov teve boa parte de sua carreira lutando no M-1 Global. Taisumov fez sua estreia no M-1 Global contra Borys Mankowski em 5 de Fevereiro de 2010 e venceu a luta por nocaute técnico no segundo round.
Taisumov enfrentou Julien Boussuge em 29 de Maio de 2010 no M-1 Selection 2010: Western Europe Round 3. Taisumov venceu a luta por nocaute no primeiro round.
Taisumov enfrentou Sergey Adamchuk em 22 de Julho de 2010 no M-1 Selection 2010: Eastern Europe Finals. Taisumov venceu a luta por finalização no primeiro round e ganhou o Torneio Europeu de Seleção do M-1.
Taisumov enfrentou Artem Damkovsky pelo Título Peso Leve do M-1 Global em 28 de Outubro de 2010 no M-1 Challenge 21. Taisumov sofreu um golpe no olho no terceiro round e perdeu a luta por interrupção médica.
Taisumov enfrentou o veterano do M-1 Yuri Ivlev em 5 de Março de 2011 no M-1 Challenge 23 e venceu a luta por nocaute técnico no segundo round. 
Taisumov enfrentou Josh Bacallao em 8 de Julho de 2011 no M-1 Challenge 26 e venceu por nocaute no primeiro round. 
Taisumov enfrentou Joshua Thorpe em 20 de Novembro de 2011 no M-1 Global: Fedor vs Monson. Taisumov venceu a luta por nocaute no segundo round. 
Taisumov enfrentou Marat Gafurov em 21 de Junho de 2012 no M-1 Global: Fedor vs Rizzo. Taisumov perdeu a luta por decisão dividida.
Taisumov era esperado para enfrentar Musa Khamanaev pelo Título Peso Leve do M-1 Global em 15 de Novembro de 2012 no M-1 Challenge 35 mas a luta foi cancelada por motivos desconhecidos. Taisumov em vez disso enfrentou Leon Del Gaudio e venceu a luta por finalização no primeiro round.
Taisumov enfrentou Niko Puhakka em 8 de Junho de 2013 no M-1 Challenge 40 e venceu a luta por finalização devido a chutes nas pernas no primeiro round.
Em sua última luta no M-1 Global Taisumov enfrentou Artem Damkovsky em uma revanche em 30 de Novembro de 2013 no M-1 Challenge 44. Taisumov venceu a revanche por finalização no terceiro round.

### Ultimate Fighting Championship
Taisumov fez sua estréia no UFC contra Tae Hyun Bang em 4 de Janeiro de 2014 no UFC Fight Night: Saffiedine vs. Lim. Ele venceu a luta por uma dominante decisão unânime.
Taisumov era esperado para enfrentar o veterano do UFC Gleison Tibau em 23 de Março de 2014 no UFC Fight Night: Shogun vs. Henderson II. No entanto, Tibau se retirou da luta com uma lesão no joelho e foi substituído por Michel Prazeres. Taisumov perdeu a luta por decisão unânime.
Taisumov enfrentou Marcin Bandel em 4 de Outubro de 2014 no UFC Fight Night: Nelson vs. Story. Ele venceu a luta por nocaute técnico no primeiro.
Taisumov era esperado para enfrentar Yan Cabral em 24 de Janeiro de 2015 no UFC on Fox: Gustafsson vs. Johnson. Porém, Cabral se retirou da luta com uma lesão no joelho e foi substituído pelo estreante na organização Anthony Christodoulou.
Ele venceu a luta por nocaute no segundo round.
Taisumov enfrentou o brasileiro e invicto Alan Patrick em 20 de Junho de 2015 no UFC Fight Night: Jędrzejczyk vs. Penne. Taisumov venceu a luta por nocaute técnico no segundo round. Sua performance lhe rendeu o prêmio de Performance da Noite.
Taisumov enfrentará o americano Chris Wade no dia 17 de Janeiro de 2016 no UFC Fight Night: Dillashaw vs. Cruz.

## Cartel no MMA
| Cartel no MMA   |             |            |
| 33 lutas        | 27 vitórias | 6 derrotas |
| Por nocaute     | 15          | 1          |
| Por finalização | 9           | 1          |
| Por decisão     | 2           | 4          |
| Desconhecido    | 1           | 0          |

| Res.    | Cartel | Oponente              | Método                                    | Evento                                      | Data       | Round | Tempo | Local                  | Notas                                                   |
| ------- | ------ | --------------------- | ----------------------------------------- | ------------------------------------------- | ---------- | ----- | ----- | ---------------------- | ------------------------------------------------------- |
| Derrota | 27-6   | Diego Ferreira        | Decisão (unânime)                         | UFC 242: Khabib vs. Poirier                 | 07/09/2019 | 3     | 5:00  | Abu Dhabi              |                                                         |
| Vitória | 27-5   | Desmond Green         | Decisão (unânime)                         | UFC Fight Night: Hunt vs. Oliynyk           | 15/09/2018 | 3     | 5:00  | Moscovo                | Taisumov não bateu o peso; Luta em Peso Casado (73 kg). |
| Vitória | 26-5   | Felipe Silva          | Nocaute (soco)                            | UFC Fight Night: Volkov vs. Struve          | 02/09/2017 | 1     | 1:24  | Roterdão               | Performance da Noite.                                   |
| Vitória | 25-5   | Damir Hadžović        | Nocaute (soco)                            | UFC Fight Night: Rothwell vs. dos Santos    | 10/04/2016 | 1     | 3:44  | Zagreb                 | Performance da Noite.                                   |
| Vitória | 24-5   | Alan Patrick          | Nocaute Técnico (chute na cabeça e socos) | UFC Fight Night: Jędrzejczyk vs. Penne      | 20/06/2015 | 2     | 1:30  | Berlim                 | Performance da Noite.                                   |
| Vitória | 23-5   | Anthony Christodoulou | Nocaute (socos)                           | UFC on Fox: Gustafsson vs. Johnson          | 24/01/2015 | 2     | 0:38  | Estocolmo              |                                                         |
| Vitória | 22-5   | Marcin Bandel         | Nocaute Técnico (socos)                   | UFC Fight Night: Nelson vs. Story           | 04/10/2014 | 1     | 1:01  | Estocolmo              |                                                         |
| Derrota | 21-5   | Michel Prazeres       | Decisão (unânime)                         | UFC Fight Night: Shogun vs. Henderson II    | 23/03/2014 | 3     | 5:00  | Natal                  |                                                         |
| Vitória | 21-4   | Tae Hyun Bang         | Decisão (unânime)                         | UFC Fight Night: Saffiedine vs. Lim         | 04/01/2014 | 3     | 5:00  | Marina Bay             |                                                         |
| Vitória | 20-4   | Artiom Damkovsky      | Finalização (mata leão)                   | M-1 Global - M-1 Challenge 44               | 30/11/2013 | 3     | 2:25  | Tula                   |                                                         |
| Vitória | 19-4   | Niko Puhakka          | Finalização (chutes na perna)             | M-1 Global - M-1 Challenge 40               | 08/06/2013 | 1     | 1:32  | Ingushetia             |                                                         |
| Vitória | 18-4   | Leon Del Gaudio       | Finalização (guilhotina)                  | M-1 Challenge 35 - Emelianenko vs. Monson   | 15/11/2012 | 1     | 3:45  | Saint Petersburg       |                                                         |
| Derrota | 17-4   | Marat Gafurov         | Decisão (dividida)                        | M-1 Global - Fedor vs. Rizzo                | 21/06/2012 | 3     | 5:00  | Saint Petersburg       |                                                         |
| Vitória | 17-3   | Luca Poclit           | Finalização (socos)                       | EMS - Middleweight Tournament Opening Round | 24/03/2012 | 1     | 1:57  | Iași                   |                                                         |
| Vitória | 16-3   | Joshua Thorpe         | Nocaute (socos)                           | M-1 Global - Fedor vs. Monson               | 20/11/2011 | 2     | 3:19  | Moscou                 |                                                         |
| Vitória | 15-3   | Josh Bacallao         | Nocaute (soco)                            | M-1 Challenge 26 - Garner vs. Bennett 2     | 08/07/2011 | 1     | 2:01  | Costa Mesa, California |                                                         |
| Vitória | 14-3   | Yuri Ivlev            | Nocaute Técnico (socos)                   | M-1 Challenge 23 - Guram vs. Grishin        | 05/03/2011 | 2     | 1:38  | Moscou                 |                                                         |
| Vitória | 13-3   | Ivica Truscek         | Finalização (mata leão)                   | GCF 1 - Judgement Day                       | 05/12/2010 | 1     | 1:19  | Praga                  |                                                         |
| Derrota | 12-3   | Artiom Damkovsky      | Nocaute Técnico (inter. médica)           | M-1 Challenge 21 - Guram vs. Garner         | 28/10/2010 | 3     | 2:52  | Saint Petersburg       | Pelo Título Peso Leve do M-1 Global.                    |
| Vitória | 12-2   | Sergey Adamchuk       | Finalização (mata leão)                   | M-1 Selection 2010 - Eastern Europe Finals  | 22/07/2010 | 1     | 3:04  | Moscou                 | Ganhou a Seleção Européia do M-1.                       |
| Vitória | 11-2   | Julien Boussuge       | Nocaute (soco)                            | M-1 Selection 2010 - Western Europe Round 3 | 29/05/2010 | 1     | 4:11  | Uusimaa                |                                                         |
| Vitória | 10-2   | Petr Cajnak           | Finalização (mata leão)                   | HC 5 - Hell Cage 5                          | 28/03/2010 | 1     | 0:26  | Praga                  |                                                         |
| Vitória | 9-2    | Borys Mankowski       | Nocaute Técnico (socos)                   | M-1 Selection 2010 - Western Europe Round 1 | 05/02/2010 | 2     | 0:55  | Holanda do Norte       |                                                         |
| Vitória | 8-2    | Markus Niskanen       | Nocaute Técnico (socos)                   | Cage 11 - Battle of Nations                 | 21/11/2009 | 2     | 4:58  | Tavastia Própria       |                                                         |
| Vitória | 7-2    | Olivier Elizabeth     | Finalização (mata leão)                   | HC 4 - Hell Cage 4                          | 20/09/2009 | 1     | 1:32  | Praga                  |                                                         |
| Vitória | 6-2    | Jarkko Latomaki       | Nocaute Técnico (lesão)                   | BP - Fight Night Vaasa                      | 11/07/2009 | 1     | 1:32  | Ostrobótnia            |                                                         |
| Derrota | 5-2    | Vener Galiev          | Decisão (unânime)                         | Gladiator - 2009                            | 23/05/2009 | 2     | 5:00  | Praga                  |                                                         |
| Vitória | 5-1    | David Rosmon          | Nocaute (joelhada)                        | HC 3 - Hell Cage 3                          | 29/03/2009 | 1     | 4:10  | Praga                  |                                                         |
| Derrota | 4-1    | Ivan Buchinger        | Finalização (buldogue)                    | HC 2 - Hell Cage 2                          | 19/10/2008 | 2     | 3:12  | Praga                  |                                                         |
| Vitória | 4-0    | Maxim Usmaniev        | Finalização (chave de braço)              | FA 3 - Fight Arena 3                        | 14/06/2008 | 1     | 0:00  | Praga                  |                                                         |
| Vitória | 3-0    | Oto Merlin            | Nocaute Técnico (socos)                   | FSC 1 - Fight Stage Championship 1          | 02/06/2008 | 0     | 0:00  | Košice                 |                                                         |
| Vitória | 2-0    | Jaroslav Poborsky     | Nocaute (socos)                           | GFF 7 - Gladiators Free Fight 7             | 08/05/2008 | 1     | 1:44  | Praga                  |                                                         |
| Vitória | 1-0    | Vaclav Pribyl         | Finalização (chave de braço)              | CF 2 - Cage Fighting 2                      | 24/02/2007 | 2     | 0:00  | Mecklenburg-Vorpommern |                                                         |